# Esclerosi múltiple
L'esclerosi múltiple (abreviada EM en català, i MS en anglès o i alemany) és una malaltia desmielinitzant en què el sistema immunitari propi actua contra la mielina. El sistema nerviós central pot perdre a poc a poc la seva funció a diferents parts del cos. Així, és una malaltia neurodegenerativa, crònica i no contagiosa. Encara no n'existeix cura. Pot tenir causes genètiques però les causes exactes encara són desconegudes.

## Descripció
En l'esclerosi múltiple és el mateix organisme qui emprèn un atac immunològic contra si mateix que danya la mielina, una substància que recobreix les fibres nervioses. En conseqüència, l'habilitat dels nervis per conduir les ordres del cervell es veu interrompuda. Aquests errors del sistema immunològic s'atribueixen a una predisposició genètica en combinació amb factors ambientals com són les infeccions per virus i, concretament, el virus d'Epstein-Barr (EBV). De fet, els malalts d'esclerosi múltiple presenten una elevada i selectiva resposta immune front a l'EBNA1 (antigen del virus EBV), cosa que podria ser utilitzada com a marcador pronòstic.

## Causes
Actualment, les causes són encara desconegudes, sembla que la presència d'un virus o d'algun altre factor que no coneixem en edat juvenil podria desencadenar la malaltia. També sembla que hi pot haver una predisposició genètica, tot i que hom no ha trobat encara el gen, cosa que pot fer pensar que es tracti d'una combinació complexa especial entre ells, per exemple, i que hi ha el cas de dues germanes bessones de les quals només una ha desenvolupat l'esclerosi.

### Aparent predisposició genètica
Sembla que els factors genètics poden estar relacionats amb la susceptibilitat d'una persona a desenvolupar esclerosi múltiple. Se sap que algunes poblacions, tals com els gitanos, els esquimals i els bantus, mai contreuen l'esclerosi múltiple i que els indígenes americans, els japonesos i altres pobles asiàtics tenen taxes d'incidència d'esclerosi múltiple molt baixes; però hom desconeix si és a causa de factors genètics, ambientals o d'un altre tipus.
Una altra dada és que mentre, a la població mundial, la probabilitat d'adquirir esclerosi múltiple és inferior al 0,1%, s'ha observat que si una persona en una família té esclerosi múltiple, els familiars de primer grau, és a dir, pares, fills i germans, d'aquesta persona, tenen una probabilitat de l'1% al 3% de contreure-la, és a dir un ordre de magnitud major.
De tota manera, la transmissió no sembla a causa d'un sol gen portador. Diversos equips d'investigació han trobat que les persones amb esclerosi múltiple hereten certes regions en gens individuals més sovint que les persones sense esclerosi múltiple. D'interès particular és la regió de l'antigen de leucòcits humans o del complex d'histocompatibilitat principal en el cromosoma 6. Els antígens de leucòcits humans són proteïnes genèticament determinades que influïxen en el sistema immunitari.

## Símptomes

Principals símptomes de l'esclerosi múltiple

L'esclerosi múltiple pot presentar una sèrie de símptomes que apareixen en atacs o que progressen lentament al llarg del temps. Es creu que en el seu progrés actuen mecanismes autoimmunitaris. Els símptomes de l'esclerosi múltiple poden ser lleus o severs, de llarga o de curta durada, i poden aparèixer en diferents combinacions, segons l'àrea del sistema nerviós afectada. Una remissió completa o parcial dels símptomes, especialment en les etapes inicials de la malaltia, ocorre en un 70%, aproximadament, dels pacients amb esclerosi múltiple.
El símptoma inicial de l'esclerosi múltiple és, sovint, visió borrosa o doble, distorsió del color vermell-verd o fins i tot ceguesa en un ull. Inexplicablement, els problemes visuals tendeixen a desaparèixer en les etapes posteriors de l'esclerosi múltiple. Els problemes inflamatoris del nervi òptic poden diagnosticar-se com neuritis retrobulbar o neuritis òptica. El 55% dels pacients amb esclerosi múltiple tindran un atac de neuritis òptica en algun moment de la seva vida i aquest serà el primer símptoma de l'esclerosi múltiple en un 15% aproximadament dels casos. Això ha dut al reconeixement general de la neuritis òptica com un símptoma inicial de l'esclerosi múltiple, especialment si les proves diagnòstiques també revelen anormalitats en el líquid de la medul·la espinal del pacient.
La majoria dels pacients amb esclerosi múltiple experimenten debilitat muscular en les extremitats i dificultat amb la coordinació i l'equilibri en algun moment en el curs de la malaltia. Aquests símptomes poden ser suficientment severs com per a crear dificultat en caminar o fins i tot en posar-se dempeus. En els pitjors casos, l'esclerosi múltiple pot produir una paràlisi parcial o total. L'espasticitat —augment involuntari del to muscular que conduïx a rigidesa i espasmes— és comuna, igual que el cansament. La fatiga pot ser desencadenada per un esforç físic excessiu i millorar amb el descans, o pot adquirir la forma d'un cansament constant i persistent.
La majoria de persones amb esclerosi múltiple presenten també parestèsies: sensacions sensorials anormals i transitòries, tals com sensacions d'entumiment, picor o "formigueig" en casos rars, també poden experimentar dolor. De vegades ocorre una pèrdua de sensació. Altres queixes freqüents són els impediments de la parla, els tremolors i el mareig. Ocasionalment, les persones amb esclerosi múltiple sofrixen pèrdua d'audició.
Altres símptomes que es poden presentar són atàxia, tremolors, alteracions de la parla (disàrtria), alteracions de la deglució (disfàgia), alteracions visuals, vertigen, disfunció urinària, trastorns intestinals, disfunció sexual, depressió, eufòria o anormalitats cognoscitives.

## Diagnòstic
En veure's confrontats amb un pacient els símptomes del qual, examen neurològic i historial mèdic indiquen la presència d'esclerosi múltiple, els metges utilitzen una varietat de tècniques per a descartar altres possibles trastorns i realitzar una sèrie de proves de laboratori que, si resulten positives, confirmen el diagnòstic.
Les tecnologies d'imatges, tals com la ressonància magnètica nuclear (RMN) -utilitzades sovint juntament amb l'agent de contrast gadolini, que ajuda a distingir noves plaques de plaques velles- poden ajudar a localitzar les lesions en el sistema nerviós central resultants de la pèrdua de mielina. No obstant això, ja que aquestes lesions també poden estar presents en altres trastorns neurològics, no són prova absoluta d'esclerosi múltiple. L'espectroscòpia de ressonància magnètica (ERM - MRS en anglès), és una nova tècnica que s'està utilitzant per a investigar l'esclerosi múltiple. Al contrari de la ressonància magnètica (RM), que proporciona una imatge anatòmica de les lesions, l'espectroscòpia de ressonància magnètica (MRS) produeix informació sobre la bioquímica del cervell en l'esclerosi múltiple.
Les proves potencials evocades, les quals amiden la velocitat de la resposta del cervell a estímuls visuals, auditius i sensorials poden detectar de vegades lesions que els escàners poden no percebre. Com les tecnologies d'imatges, els potencials evocats ajuden a la possibilitat d'establir un diagnòstic, però no són concloents pel fet que no poden identificar la causa de les lesions.
El metge també pot estudiar el líquid cerebrospinal del pacient (el líquid incolor que circula a través del cervell i la medul·la espinal) per a veure si aquest conté anormalitats cel·lulars i químiques associades sovint amb l'esclerosi múltiple. Aquestes anormalitats inclouen, entre d'altres, més glòbuls blancs en la sang i quantitats per sobre del terme mitjà de proteïna, especialment proteïna bàsica de mielina, i un anticòs anomenat immunoglobulina G.

### Cursos clínics

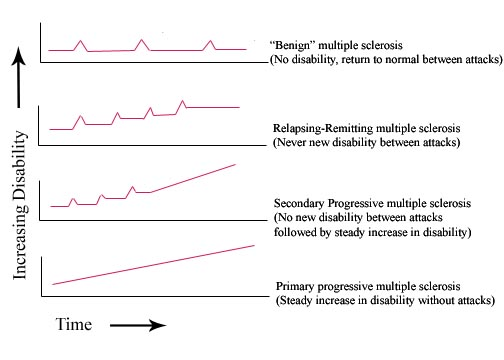
Gràfica representant les possibles evolucions de la malaltia..

En la majoria dels casos l'esclerosi comença amb l'aparició aguda de símptomes en un espai que varia d'hores a dies, habitualment anomenat exacerbació, atac o episodi. Més endavant es parla de recaiguda. El primer símptoma és sovint la neuritis òptica, una inflamació del nervi òptic que causa deterioració de la visió i dolor en moure l'ull. No obstant això, no tots els pacients amb una neuritis òptica desenvolupen EM. Alteracions sensorials com entumiment o formigueig també són símptomes inicials freqüents. En principi, l'esclerosi pot començar amb qualsevol dels símptomes associats a la malaltia.
EM benigna

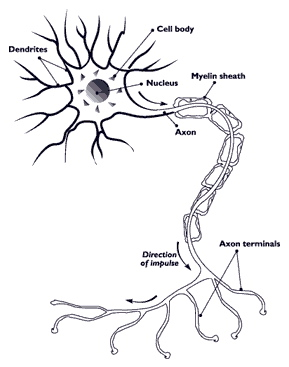
Axó del nervi amb la beina de mielina

En els casos d'EM benigna, després d'un o dos atacs, la recuperació és completa. La malaltia no empitjora al llarg del temps i sol tenir símptomes menys greus. Aquests casos només s'identifiquen quan queda una incapacitat permanent petita als 10 o 15 anys del primer atac, que va ser identificat en el seu dia com a EM amb recaigudes.
EM remitent-recurrent
Especialment en fases primerenques de la malaltia, els símptomes disminueixen o desapareixen espontàniament en un període que pot durar de dies a mesos. Aquest tipus de recorregut també s'anomena: "amb recaigudes i remissions". Noves recaigudes poden aparèixer en setmanes o diversos anys i són imprevisibles. Aquestes recaigudes poden incloure els símptomes anteriors i / o altres nous. No obstant això, estudis de ressonància magnètica mostren que el dany als nervis pot continuar en aquests pacients fins i tot quan els símptomes han remès. Se sap des de fa molt de temps que l'EM mai dorm, de manera que la importància del tractament preventiu és gran. Molts malalts romanen en aquesta fase la resta de les seves vides.
EM progressiva secundària
En molts casos la malaltia canvia al cap de diversos anys i els símptomes comencen a progressar lentament amb recaigudes sobreimposades o sense. No es coneix del tot bé la seva etiologia.
EM progressiva primària
Un 10% de tots els individus afectats presenten un avanç crònic des del principi sense remissió dels símptomes. És l'anomenada forma progressiva primària i sovint apareix al costat de debilitat a les cames i alteracions en el caminar i en la bufeta urinària. Sembla que són processos degeneratius i no inflamatoris els que tenen un paper preponderant en aquest tipus. En els casos en què la forma progressiva primària se sobreimposa a recaigudes se sol parlar de progressiva amb recaigudes.
Existeixen també altres formes d'esclerosi múltiple, que per a molts són malalties diferents, que s'agrupen sota el nom col·lectiu de formes frontera de l'esclerosi múltiple.

## Tractament
Hi ha tractaments que aconsegueixen retardar l'aparició dels símptomes, però seria important trobar nous mètodes que permetessin prevenir o curar la malaltia. Els tractaments disponibles estan dirigits a modificar l'evolució de la malaltia i a pal·liar-ne els símptomes.
No hi ha cura per l'esclerosi múltiple. No obstant això s'han trobat diversos medicaments que són eficaços en el tractament, frenant el desenvolupament de la malaltia i combatent els símptomes.
Només la variant remitent-recurrent té tractaments aprovats per la FDA i la EMEA. Actualment, són tres interferons: (Avonex, Betaseron -conegut a Europa com a Betaferon- i Rebif), un conjunt de polipèptids anomenats Copaxone, un immunosupressor anomenat Mitoxantrone, un anticòs monoclonal anomenat Natalizumab i comercialitzat com a Tysabri, i finalment Fingolimod es el primer fàrmac oral aprovat en el món pel tractament.
El verí del peix Thalassophryne nattereri podria ser un element per al tractament d'aquesta malaltia.

## Investigació
Hom està buscant anormalitats o mal funcionament en la barrera hematoencefàlica, una membrana protectora que controla el pas de substàncies de la sang al sistema nerviós central. És possible que, en l'esclerosi múltiple, components del sistema immunitari travessin la barrera hematoencefàlica i ocasionin dany al sistema nerviós.
Hom ha estudiat un nombre d'agents infecciosos (incloent a uns virus) que se sospita que han estat causant l'esclerosi múltiple, però encara no han pogut implicar a cap agent en particular. Generalment, les infeccions virals van acompanyades d'inflamació i de la producció d'interferó gamma, un producte químic del cos que ocorre naturalment i que s'ha demostrat empitjora el curs clínic de l'esclerosi múltiple. És possible que la resposta immunològica a les infeccions virals pugui, per si mateixa, precipitar un atac d'esclerosi múltiple. Es creu que l'ambient ocupa un paper desencadenant de l'esclerosi múltiple.

## Incidència
A Catalunya, l'esclerosi múltiple és una malaltia que apareix en 5 de cada 10.000 persones. Es declara al voltant dels trenta anys i de fet és el trastorn neurològic més freqüent entre els joves després de l'epilèpsia. Les dones són dues vegades més propenses a desenvolupar aquesta malaltia per a la qual no existeix cap tractament curatiu.